# Émittance thermique
L'émittance thermique ou émissivité thermique ({\displaystyle \varepsilon }) est le rapport entre l'émittance radiante de la chaleur d'un objet ou d'une surface spécifique et celle d'un corps noir standard. Elle est souvent traduite en un indice SRI (pour l'anglais solar reflectance index).
L'émissivité et l'émittivité sont toutes deux des quantités sans dimension pouvant varier de 0 à 1, représentant l'émissivité comparative/relative par rapport à un corps noir fonctionnant dans des conditions similaires, mais l'émissivité fait référence à une propriété matérielle (d'un matériau homogène), tandis que l'émittivité fait référence à des échantillons ou des objets spécifiques,.

## Vocabulaire technique
Deux termes sont utilisés en thermodynamique, avec des significations légèrement différentes, :
- l'émissivité (emissivity) : il s’agit d’une propriété intrinsèque du matériau, traduite par la mesure de son efficacité à émettre de l’énergie sous forme de rayonnement thermique, considérée sur une surface élémentaire (propriété intensive). L’émissivité est une quantité sans dimension qui varie entre 0 et 1,  1 correspondant à l'émissivité d'un corps noir parfait (émetteur idéal de rayonnement thermique) ;
- l'émittivité (emittivity) : alors que l’émissivité fait référence à une propriété du matériau, l'émittivité fait référence à des échantillons ou des objets spécifiques3 considérés dans leur ensemble (propriété extensive). Comme l'émissivité, l'émittivité est une quantité sans dimension allant de 0 à 1, représentant l’émission relative par rapport à un corps noir fonctionnant dans des conditions similaires.

Dans un cas comme dans l'autre, la grandeur est sans dimension et comprise entre 0 et 1.
Un matériau peut être conçu (nanostructuré ou microstructuré) pour une émission thermique cohérente,.

## Pour les matériaux de construction
Dans ce secteur, des mesures d'émittance thermique sont prises pour les longueurs d'onde dans l'infrarouge. 
La détermination de l'émittance thermique et de la réflectance solaire des matériaux de construction, en particulier des matériaux de toiture, est un indicateur de mesure de l'efficacité de la réduction les coûts énergétiques de chauffage et de climatisation des bâtiments par un meilleur contrôle de l'albedo du bâtiment (toitures/terrasses/murs et balcons). 
L'indice combiné de réflectance solaire (SRI) est souvent utilisé pour déterminer la capacité globale à réfléchir la chaleur solaire et à libérer de la chaleur thermique. Une surface de toiture avec une réflectance solaire élevée et une émissivité thermique élevée reflétera la chaleur solaire et libérera facilement la chaleur absorbée. Un matériau à émittance thermique élevée renvoie la chaleur thermique dans l’atmosphère plus aisément qu’un matériau à faible émittance thermique. Dans les applications de construction courantes, l'émittance thermique d'une surface est généralement supérieure à 0,8 - 0,85.
Les matériaux à haute émissivité thermique sont essentiels au refroidissement radiatif passif diurne, qui utilise des surfaces à hautes émissivité thermique et réflectance solaire pour abaisser les températures de surface en dissipant la chaleur vers l'espace. C'est l'une des solutions proposées pour l'adaptation au réchauffement climatique (et aux phénomènes de bulle de chaleur urbaine) qu'il exacerbe. Mais le renvoi des UV solaires vers la basse atmosphère peut contribuer à la pollution photochimique et à la hausse du taux d'ozone troposphérique.